# NBF大崎ビル
NBF大崎ビル（エヌビーエフおおさきビル）は、東京都品川区大崎（大崎副都心）にある高層オフィスビル。旧称は「ソニーシティ大崎」で、現在もソニーグループの事業所の名称として使用されている。2014年、日本建築学会賞作品賞および第55回BCS賞を受賞。

## 概説
トリニトロンカラーテレビをはじめ数々の革命的なエレクトニクス製品を生んだソニーの旧大崎西テクノロジーセンター跡地に、研究開発型オフィス「ソニーシティ大崎」として建てられた。2009年2月の着工後、2011年3月18日に竣工しており、同年7月15日に開業を迎えた。
地下2階・地上25階建て。基準階3,000m2のワークプレースは、柱と垂れ壁が一切ない完全なワンルームとし、レイアウト変更を容易に行えるようにした。また、明快な避難動線とバルコニーを備えることでゆとりある安全性を確保した超高層ビルとなっている。
ヒートアイランド現象の低減を図るために考案された太陽光発電の電力によって雨水を循環させ、素焼きの陶製ルーバーからにじみ出る雨水の蒸発効果によって、建物自体と周囲を冷やす外装システム「バイオスキン」が導入され、ワークプレイスの東側全面に設置されている。
2013年2月28日に構造改革を進めるソニーの資産見直しの一環として、日本ビルファンド投資法人 (NBF) と国内機関投資家1社に1,111億円で売却され、同年7月12日、名称を「NBF大崎ビル」に改めた。なお、売却以降もソニーグループが賃借し入居を継続しており、当ビルに入るソニーグループの事業所の名称として、2020年12月時点でも「ソニーシティ大崎」が使用されている。

## 入居している商業店舗
1-3F
- スターバックスコーヒー
- TSUTAYA

3F
- ラ・パウザ

## 交通アクセス
- JR山手線・りんかい線 大崎駅南改札・新西口よりペデストリアンデッキで直結（徒歩2分）